# ورزشگاه رناتو کوری
ورزشگاه رناتو کوری (به ایتالیایی: Stadio Renato Curi) ورزشگاهی در شهر پروجا در کشور ایتالیا است.
بازی‌های خانگی باشگاه فوتبال پروجا در این ورزشگاه برگزار می‌شود.